# Kanumarathon-Weltmeisterschaften 2016
Die 24. Kanumarathon-Weltmeisterschaften fanden vom 16. bis 18. September 2016 im deutschen Brandenburg an der Havel statt. Der austragende Verband war die ICF.
Die Länge der Strecke betrug je nach Wettbewerb 19 km, 26,2 km oder 29,8 km.
Es wurden vier Wettbewerbe für Männer und drei Wettbewerbe für Frauen ausgetragen.

## Medaillengewinner

### Herren

#### Canadier
| Disziplin | Gold                           | Zeit      | Silber                          | Zeit      | Bronze                                   | Zeit      |
| --------- | ------------------------------ | --------- | ------------------------------- | --------- | ---------------------------------------- | --------- |
| C1        | Ungarn Marton Köver            | 2:12:05 h | Spanien Manuel Antonio Campos   | 2:12:18 h | Portugal Nuno Barros                     | 2:12:40 h |
| C2        | Ungarn Marton Köver Adam Docze | 2:05:27 h | Spanien Oscar Grana Ramón Ferro | 2:06:00 h | Ungarn Zoltán Koleszár Bence Balázs Dori | 2:06:41 h |

#### Kajak
| Disziplin | Gold                                 | Zeit      | Silber                           | Zeit      | Bronze                                | Zeit      |
| --------- | ------------------------------------ | --------- | -------------------------------- | --------- | ------------------------------------- | --------- |
| K1        | Südafrika Hank Mcgregor              | 2:20:11 h | Südafrika Andrew Birkett         | 2:20:12 h | Portugal José Ramalho                 | 2:20:13 h |
| K2        | Südafrika Hank Mcgregor Jasper Mocke | 2:06:28 h | Ungarn Adrián Boros László Solti | 2:06:29 h | Spanien Andrew Birkett Louis Hattingh | 2:06:29 h |

### Damen

#### Canadier
| Disziplin | Gold                   | Zeit      | Silber                      | Zeit      | Bronze                 | Zeit      |
| --------- | ---------------------- | --------- | --------------------------- | --------- | ---------------------- | --------- |
| C1        | Ungarn Zsanett Lakatos | 1:46:45 h | Frankreich Julie Cailleretz | 1:47:40 h | Ukraine Ljudmyla Babak | 1:48:57 h |

#### Kajak
| Disziplin | Gold                              | Zeit      | Silber                              | Zeit      | Bronze                                | Zeit      |
| --------- | --------------------------------- | --------- | ----------------------------------- | --------- | ------------------------------------- | --------- |
| K1        | Ungarn Renáta Csay                | 2:06:57 h | Ungarn Vanda Kiszli                 | 2:07:00 h | Serbien Kristina Bedeč                | 2:08:17 h |
| K2        | Ungarn Renáta Csay Alexandra Bara | 2:02:09 h | Südafrika Jenna Ward Kyeta Purchase | 2:02:11 h | Ungarn Zsófia Giczy Sara Anna Mihalik | 2:02:31 h |

## Medaillenspiegel
| Rang   | Nation     | Gold | Silber | Bronze | Gesamt |
| ------ | ---------- | ---- | ------ | ------ | ------ |
| 1      | Ungarn     | 5    | 2      | 2      | 9      |
| 2      | Südafrika  | 2    | 2      | 1      | 5      |
| 3      | Spanien    | 0    | 2      | 0      | 2      |
| 4      | Frankreich | 0    | 1      | 0      | 1      |
| 5      | Frankreich | 0    | 0      | 2      | 2      |
| 6      | Serbien    | 0    | 0      | 1      | 1      |
| 6      | Ukraine    | 0    | 0      | 1      | 1      |
| Gesamt | Gesamt     | 7    | 7      | 7      | 21     |